# مخزن سد پاپان
مخزن سد پاپان (به لاتین: Papan Reservoir) یک مخزن سد در قرقیزستان است که در استان اوش واقع شده‌است.